# Saison 2 des Experts : Miami
Chronologie
Saison 1 des Experts : Miami Saison 3 des Experts : Miami
Cet article présente le guide des épisodes de la deuxième saison de la série télévisée Les Experts : Miami (CSI: Miami).

## Distribution de la saison

### Acteurs principaux
- David Caruso (VF : Bernard Métraux) : Horatio Caine
- Emily Procter (VF : Rafaèle Moutier) : Calleigh Duquesne
- Adam Rodríguez (VF : Cyrille Artaux) : l'inspecteur Eric Delko
- Rory Cochrane (VF : Tanguy Goasdoué) : Tim Speedle
- Khandi Alexander (VF : Annie Milon) : Dr Alexx Woods
- Sofia Milos (VF : Anna Macina) : Yelina Salas

### Acteurs récurrents et invités
- Rex Linn (VF : Jean-Pierre Bagot) : le sergent Frank Tripp
- Boti Ann Bliss (VF : Céline Ronté) : Maxine Valera
- Brooke Bloom (VF : Rachel Arditi) : Cynthia Wells
- David Lee Smith (VF : Gérard Sergue) : Rick Stetler (épisodes 1, 20 et 24)
- Gonzalo Menendez (VF : Gérard Darier) : Clavo Cruz (épisode 1)
- Azura Skye (VF : Adeline Moreau) : Suzie Barnum (épisodes 8 et 17)
- Yancey Arias : Ramon Cruz (épisode 1)
- Elle Fanning : Molly Walker (épisode 4)
- Joel Gretsch (VF : Sébastien Desjours) : John Walker (épisode 4)
- Ian Somerhalder : Ricky Murdoch (épisode 5)
- Jay Mohr : Aaron Schecter (épisode 5)
- John Heard (VF : Hervé Colombel) : Kenwall « Duke » Duquesne (épisode 5)
- Lauren Holly : Hayley Wilson (épisode 7)
- Brianna Brown : Amanda (épisode 8)
- Rick Hoffman : Bruno Gomes (épisode 9)
- Alice Evans : Leslie Warner (épisode 9)
- Kristy Swanson : Roxanne Price (épisode 11)
- Jason O'Mara : Keith Winters (épisode 11)
- Leonard Roberts : Brad Foster (épisode 11)
- Joe Flanigan : Mike Sheridan (épisode 14)
- Christina Cox : Jenny Molyan (épisode 15, saison 2)
- Silas Weir Mitchell : Frankie Durst (épisode 15)
- Colin Cunningham (VF : Vincent Ropion) : Ross Kaye (épisode 15)
- Adam Scott (VF : Bruno Choël) : Danny Cato (épisode 15)
- Todd Stashwick : Steve Davis (épisode 16)
- Douglas Smith : Jason Henderson (épisode 16)
- Josie Davis : Mary Dolan (épisode 17)
- Anson Mount : Tony Macken (épisode 21)
- Xzibit : 10-Large (épisode 22)
- Katheryn Winnick : Nicole Harjo (épisode 22)
- Gary Sinise (VF : Bernard Gabay) : Mac Taylor (épisode 23)
- Melina Kanakaredes (VF : Céline Monsarrat) : Stella Bonasera (épisode 23)
- Vanessa Ferlito : Aiden Burn (épisode 23)
- Hill Harper : Sheldon Hawkes (épisode 23)
- Carmine Giovinazzo : Danny Messer (épisode 23)
- Shannon Lucio : Gina LaSalle (épisode 24)

## Épisodes

### Épisode 1:Un coupable intouchable
- États-Unis /  Canada : 22 septembre 2003 sur CBS / CTV[1]
- France : 21 mars 2004 sur TF1 [2]
- Québec : 27 novembre 2006 sur Séries+[3]

- États-Unis : 17,40 millions de téléspectateurs[4] (première diffusion)
- Canada : 2,2 millions de téléspectateurs[5]
- France : 7,399 millions de téléspectateurs[6] (rediffusion)

- April Scott (Tess Kimball)
- Gonzalo Menendez (Clavo Cruz)
- Yancey Arias (Ramon Cruz)

Une jeune femme mannequin, Tess Kimball, se dispute violemment avec un homme. Quelques minutes plus tard, elle est fauchée par une voiture. Accident de la route avec délit de fuite, ou assassinat ? L'enquête permet de découvrir que la voiture est une Diablo jaune appartenant à un jets-setter de Miami, qui avait prêté la voiture à Clavo Cruz. Les preuves recueillies donnent à penser que ce dernier est le coupable, mais l'homme, ainsi que son frère, sont protégés par l'immunité diplomatique de leur père ambassadeur d'un État sud-américain. L'affaire se complique lorsqu'une mannequin canadienne, Michelle, est retrouvée morte dans les jardins du consulat du Canada à Miami. Or elle connaissait Tess Kimball. Horatio et son équipe recherchent le lien entre les deux décès. Les deux frères Cruz se plaignent de l'enquête d'Horatio à leur encontre et exigent des excuses. Horatio refuse, mais sa hiérarchie l’y contraint. Lorsqu'il s'exécute, il prend connaissance d'une information lui permettant d'imaginer un plan pour arrêter, dans le respect de la loi, les deux frères… 

### Épisode 2:Des millions sous les mers
- États-Unis /  Canada : 29 septembre 2003
- France : 2 mai 2004 sur TF1
- Québec : 4 décembre 2006 sur Séries+

- États-Unis : 17,33 millions de téléspectateurs[7] (première diffusion)
- Canada : 2,009 millions de téléspectateurs[8]

Paul Jackson (dit « Paulo »), un chercheur de trésors sous-marins, est retrouvé mort, assassiné sur son bateau, le foie transpercé par un harpon de plongée. Les détectives constatent qu'un objet a été volé à son domicile. Ils découvrent que l'homme était en train d'explorer un galion espagnol avec une autre personne. L'associé est Marty Jones, dont la main a été jadis remplacée par un crochet. Peut-être Marty a-t-il voulu le tuer pour que la part du défunt lui revienne ? Le commanditaire et financeur des recherches est Brett Betancourt. Horatio va l'interroger. Au cours de la conversation, Brett reçoit un courrier. Il s'agit d'une lettre piégée : Brett est tué sur le coup. Il apparaît que l'objet volé à Paulo est un bijou précieux (une croix en or du XVIe siècle) et ce bijou a été revendu sur un site internet. La personne qui a revendu le bijou est une femme qui devient suspecte. Mais les soupçons se tournent aussi vers Brett et Marty : le premier n'avait lancé les prospections sous-marines que pour avoir un paravent légal à un trafic d'héroïne avec la Colombie, et le second, après la disparition de Brett et de Paulo, pouvait espérer se retrouver en possession de l'intégralité du trésor retrouvé sous 40 mètres de fond.

### Épisode 3:Le Passe-muraille
- États-Unis /  Canada : 6 octobre 2003
- France : 10 mai 2006 sur TF1
- Québec : 11 décembre 2006 sur Séries+

- États-Unis : 18,13 millions de téléspectateurs[9] (première diffusion)
- Canada : 2,242 millions de téléspectateurs[10]
- France : 10,0 millions de téléspectateurs[11] (première diffusion)

Une femme est retrouvée dans un chantier en construction au dernier étage d'un immeuble. La victime s'appelle Peg Donovan et elle a reçu plusieurs coups à la tête. Horatio remarque que la victime transpire : cela signifie qu'elle est en vie (elle a survécu grâce aux asticots qui ont mangé les tissus nécrosés). Un homme est directement suspect : Mason Shaw, condamné pour avoir violé la femme dix ans auparavant, alors que l'audience pour envisager sa libération conditionnelle se tient le lendemain, audience dans laquelle le témoignage de Peg pèse lourd dans la balance. Shaw étant incarcéré, il n’a pas pu matériellement blesser Peg Donovan. Les soupçons des enquêteurs se portent sur deux personnes : d'une part une femme qui est tombée amoureuse de Mason Shaw durant son incarcération, d'autre part le propre fils de Shaw.

### Épisode 4:Dans les mailles du filet
- États-Unis /  Canada : 13 octobre 2003
- France : 4 avril 2004 sur TF1
- Québec : 18 décembre 2006 sur Séries+

- États-Unis : 17,64 millions de téléspectateurs[12] (première diffusion)
- Canada : 2,17 millions de téléspectateurs[13]

- Virginia Madsen (Krista Walker)
- Elle Fanning (Molly Walker)
- Joel Gretsch (John Walker)

Les experts enquêtent sur deux affaires, dont on apprendra par la suite qu'elles pourraient être liées.
Dans la première affaire, Lana Walker, 14 ans, et Molly Walker, sa sœur de 5 ans, ont disparu pendant la nuit alors que leurs parents et leur frère dormaient dans les autres chambres. Cela ressemble à un enlèvement. Molly est très vite retrouvée par Horatio, cachée dans le sèche-linge. Elle affirme qu'un homme est venu dans leur chambre et qu'il a emmené sa sœur. Deux suspects intéressent les enquêteurs : Willy Kahn, un voisin qui a été condamné pour des faits de pédophilie, et Art Kickering, l’ancien amant de Mme Walker.
Dans la seconde affaire, on découvre une jambe dans les marécages : il semblerait que quelqu'un ait été dévoré par un crocodile. On sait que c'est le crocodile portant le marqueur « 0116 » qui a mangé la personne. On se met à la recherche du crocodile et on le retrouve. Dans son estomac se trouve un pied à moitié digéré dans une basquet. La victime est une adolescente latino, Consuella Valdez. Or celle-ci était aussi une joueuse de tennis, dont le professeur était David Kendall…

### Épisode 5:Tirs groupés
- États-Unis /  Canada : 20 octobre 2003
- France : 11 avril 2004 sur TF1
- Québec : 8 janvier 2007 sur Séries+[14]

- États-Unis : 17,55 millions de téléspectateurs[15] (première diffusion)
- Canada : 2,135 millions de téléspectateurs[16]
- France : 6,86 millions de téléspectateurs[17] (rediffusion) (33,0%)

- Ian Somerhalder (Ricky Murdoch)
- Jay Mohr (Aaron Schecter)

Les experts enquêtent sur deux affaires.
Dans la première affaire, trois personnes ont été abattues dans une boîte de nuit au petit matin. Il y a deux morts, Justin Soyers et Brad Dawson (les propriétaires) et un blessé, Ricky Murdoch. Les soupçons se portent sur un homme à qui Justin et Brad ont pris de la cocaïne. Néanmoins aucune preuve n'incrimine cet homme qui est donc relâché. Horatio se concentre alors sur le seul rescapé, Ricky, dont le témoignage ne concorde pas avec les indices. 
Concernant la seconde affaire, Calleigh reçoit la visite de son père, avocat commis d'office, sur une affaire de meurtre dont la cliente plaide coupable. La femme est supposée avoir poignardé son ex-compagnon avec un tournevis dans un véhicule. M. Duquesne ne croit pas à la version de sa cliente et a besoin de sa fille pour vérifier les indices que la police n'a pas chercher à approfondir. L'enquête a été confiée à John Hagen, lequel courtise Calleigh depuis plusieurs semaines. John, ayant les aveux de la coupable présumée et les déclarations d'un témoin, a estimé inutile d'examiner avec soin l'intérieur de la voiture où a eu lieu le drame. Calleigh demande à Eric Delko d'examiner la voiture. Celui-ci trouve des traces intéressantes au niveau de la ceinture de sécurité du siège occupé par la jeune femme.
- Deuxième fois que l'on voit le père de Calleigh, en proie à son alcoolisme.
- Eric Delko révèle à Calleigh qu'il a bien remarqué les tentatives de séduction de John Hagen à l'égard de la jeune femme.

### Épisode 6:Pluie d'ennuis
- États-Unis /  Canada : 3 novembre 2003
- France : 14 mars 2004 sur TF1
- Québec : 15 janvier 2007 sur Séries+

- États-Unis : 19,52 millions de téléspectateurs[18] (première diffusion)
- Canada : 2,117 millions de téléspectateurs[19]
- France : 7,085 millions de téléspectateurs[20] (rediffusion)

Les experts enquêtent sur trois affaires différentes qui ont toutes le même cadre : un ouragan vient de frapper Miami, avec en certains endroits des pics de 240 km/h. Dans les trois affaires, les experts doivent déterminer si les personnes tuées ont été victimes du seul ouragan ou ont été victimes de meurtres.
La première affaire concerne un homme qui s'écrase sur le pare-brise d'une voiture. Habillé en surfeur, l'homme est inconnu du voisinage. Il porte sur l'un de ses bras un étrange liquide gras.
La deuxième affaire concerne la découverte par Horatio Caine d'un homme agonisant, le dos empalé sur les piques acérées d'un grillage. On ignore si l'homme, Martin, a été victime d'un accident ou d'un meurtre : il ne peut donner que son prénom à Horatio avant de mourir.
La troisième affaire concerne la constatation, par Calleigh et Frank Tripp, d'un homme qui quitte avec précipitation une maison. L'homme explique qu'il habite cette maison avec sa femme. Mais dans une chambre, on trouve l'épouse morte, le cou transpercé par une balle. De plus, le couple avait divorcé quelques mois plus tôt. Mais l'arme supposée du crime, retrouvée dans une table de nuit, ne porte pas les empreintes de l'ex-époux, qui au surplus n'a pas de résidus de poudre sur ses mains.

### Épisode 7:Grand prix
- États-Unis /  Canada : 10 novembre 2003
- France : 28 mars 2004 sur TF1
- Québec : 22 janvier 2007 sur Séries+

- États-Unis : 18,44 millions de téléspectateurs[21] (première diffusion)
- Canada : 2,392 millions de téléspectateurs[22]
- France : 9,295 millions de téléspectateurs[23] (rediffusion 2007)

- Lauren Holly (Hayley Wilson)

Lors d'une course automobile, le responsable du carburant est brûlé vif dans son habit ignifugé. L'équipe de police scientifique découvre que le système d'arrosage a été saboté ; Horatio Caine soupçonne un membre de l'équipe technique. Pendant son enquête, il découvre que sur la pompe à essence utilisée par la victime, il y avait de l'acide sulfurique. Par ailleurs, la propriétaire de l'écurie automobile semble prête à tout pour que sa société soit parrainée par un important fabricant de champagne. Deux suspects sont la cible des investigations : Jimmy, le pilote de course, et le chef de l’équipe de ravitaillement. En outre, le moteur a été saboté peu avant le début de la course…

### Épisode 8:Affaire classée
- États-Unis /  Canada : 17 novembre 2003
- France : 4 avril 2004 sur TF1
- Québec : 29 janvier 2007 sur Séries+

- États-Unis : 16,57 millions de téléspectateurs[24] (première diffusion)
- Canada : 2,384 millions de téléspectateurs[25]
- France : 9,068 millions de téléspectateurs[26] (rediffusion)

- Brianna Brown (Amanda)

Les experts enquêtent sur deux affaires.
Dans la première affaire, un homme qui fait le ménage dans un gratte-ciel découvre le corps de Stephen Bremen dans son bureau. Il a été égorgé vers 22 h, mais le tueur n'a pas laissé de traces de sang sur la scène de crime, ce qui est rare lorsque le meurtrier utilise un couteau. La piste remonte jusqu'à une call-girl, Amanda, qui avait échangé un courrier électronique peu avant le drame. La jeune femme travaille pour une entreprise où elle doit, avec d'autres filles, habiter dans une maison, en étant filmée par des caméras/webcams toute la journée. Elle aurait fait un « extra » en ayant une aventure sexuelle tarifée avec Bremen. Toutefois, les caméras de la société montrent qu'à 22 h, Amanda se trouvait bien dans l’entreprise : son alibi semble irréfutable.
Dans la seconde affaire, Horatio vient en aide à Suzie, ancienne droguée qui était la maîtresse de Raymond Caine, frère d'Horatio, avant son assassinat. Elle vient d'être arrêtée en possession de méthamphétamines. Elle est mère d'une enfant, Madison. Horatio enquête sur plusieurs niveaux. En premier lieu, grâce à une comparaison de l'ADN de Madison avec celui de Raymond, il acquiert la certitude que Madison est la fille de son frère (Madison est donc sa nièce). En deuxième lieu, la drogue trouvée dans la voiture de Suzie appartenait au compagnon actuel de Suzie, Bob. Or cette drogue semble être la même que celle que « traquait » Raymond avant son assassinat. Bob nie avoir tué Raymond : ment-il ou dit-il la vérité ?
- On apprend que Raymond Caine avait pour partenaire habituel John Hagen. Ce dernier avait demandé sa mutation une semaine avant le meurtre de Raymond, ce qui trouble Horatio, lequel se demande si Hagen était un policier fiable, ou un policier ripoux.
- Dernier apparition de John Hagen dans la saison 2.

### Épisode 9:Romance en eaux troubles
- États-Unis /  Canada : 24 novembre 2003
- France : 18 avril 2004 sur TF1
- Québec : 5 février 2007 sur Séries+

- États-Unis : 19,73 millions de téléspectateurs[27] (première diffusion)
- Canada : 2,188 millions de téléspectateurs[28]

- Bill Birch (Jack)
- Timon Kyle Durrett (Ted)
- Melissa Lawner (Cindy Castiano)
- Rick Hoffman (Bruno Gomes)
- Jason Brooks (Carl Pardue)
- Leslie Odom Jr. (Joseph Kayle)
- Brian Poth (Tyler Jenson)
- Alice Evans (Leslie Warner)
- Jack Gwaltney (Matthew Warner)
- Nathaniel Lamar (Officier de police)

Dans une marina, une femme accrochée à une bouée se fait dévorer par un requin-bouledogue. Appelés sur les lieux, les experts découvrent successivement qu'elle portait un mécanisme d'enregistrement de conversations à distance, qu'elle avait reçu une balle dans le corps (créant une hémorragie qui avait attiré le requin) et qu'elle avait été probablement violée au préalable. La poursuite de l'enquête indique que la jeune femme, Cindy Castiano, était employée par une agence de détectives privés et qu'elle était chargée de « provoquer » des hommes en instance de divorce, ou des hommes dont les épouses doutaient de la fidélité, en les « draguant » afin d'avoir des relations sexuelles. Ainsi les soupçons des experts s'orientent naturellement vers les 19 hommes qu'elle avait piégés en 18 mois. Trois suspects sortent du lot : le premier est Matthew Warner, qu'elle avait séduit et dont l'ADN correspond au sperme retrouvé dans son vagin (il est soupçonné du viol, et du meurtre commis pour se venger) ; le deuxième est Bruno Gomes, le patron de Cindy, dont les empreintes digitales sont retrouvées sur les fenêtres extérieures du domicile de Cindy ; et le troisième est le détective Frank Tripp, dont l'empreinte digitale a été retrouvée sur la carte magnétique de Cindy, permettant l'accès à sa chambre de l'hôtel dans lequel elle résidait pour attirer ses proies…

### Épisode 10:Extrêmes limites
- États-Unis /  Canada : 15 décembre 2003
- France : 26 juillet 2007 sur TF1
- Québec : 12 février 2007 sur Séries+

- États-Unis : 19,20 millions de téléspectateurs[29] (première diffusion)
- Canada : 2,467 millions de téléspectateurs[30]
- France : 6,46 millions de téléspectateurs[17] (première diffusion) (41,6%)

Une jeune femme, Nikki Wilcox, est jetée du haut d'un immeuble. Elle n'est pas morte de la chute : elle avait été asphyxiée au préalable. Elle avait été enlevée et gardée prisonnière dans un hangar désaffecté appartenant à l'armée américaine. Par la suite, l'équipe apprend que Nikki, riche héritière, souhaitait vivre des « situations extrêmes » : son petit ami a donc organisé un enlèvement pour pimenter sa vie. Horatio Caine en vient à soupçonner le directeur de l'agence fournissant de tels services, les deux salariés chargés du faux enlèvement, la jeune belle-mère de Nikki (envieuse de l'argent donné par son époux à sa fille) ainsi que deux amateurs de sensations extrêmes, dont l'un était amoureux de Nikki.

### Épisode 11:Le Prix de la beauté
- États-Unis /  Canada : 5 janvier 2004
- France : 16 mai 2004 sur TF1
- Québec : 19 février 2007 sur Séries+

- États-Unis : 20,40 millions de téléspectateurs[31] (première diffusion)
- Canada : 2,24 millions de téléspectateurs[32]
- France : 7,343 millions de téléspectateurs[33] (rediffusion)

- Russell Howard (Randy)
- Randy Lewis Hernandez (Carlos Garcia)
- Kristy Swanson (Roxanne Price)
- Leonard Roberts (Brad Foster)
- Jason O'Mara (Dr Keith Winters)
- Lisa Lackey (Debbie Morbach)
- Shelli Bergh (Paula Munroe)
- Joseph Kell (Glen Monroe)
- Boti Ann Bliss (Valera)
- Sundra Oakley (Sara Foster)
- Jason McClure (Huissier)

Les experts enquêtent sur deux affaires, la seconde étant découverte à l'occasion de la première.
Dans la première affaire, Carlos Garcia, un médecin anesthésiste, est retrouvé pendu à son domicile. Pourtant les indices prouvent de manière évidente qu'il n’a pas pu se suicider : il a été étranglé auparavant. Les soupçons se portent prioritairement sur un homme, Brad Foster, qui a engagé une instance judiciaire à l’égard de la clinique dans laquelle travaillait Carlos Garcia. En effet, au cours d'une opération de chirurgie esthétique lors du changement de prothèses mammaires, l'épouse de Brad, Sara Foster, était morte dans des conditions suspectes, probablement victime d'une erreur médicale. Brad Foster a-t-il voulu se venger de l'anesthésiste pouvant avoir été responsable de la mort de son épouse ? Les soupçons se tournent aussi vers le médecin chargé de la direction de la clinique, d'un de ses collègues médecin et de l'infirmière.
La seconde affaire est relative à la mort de Sara Foster : la jeune femme avait-elle été victime d'une erreur médicale justifiant les poursuites judiciaires de son époux, ou d'un malencontreux concours de circonstances (« la faute à pas de chance »), ou alors d'un meurtre ? À la suite de quelles circonstances avait-elle trouvé la mort ? Alexx, la médecin légiste, fait exhumer le cadavre de Sara afin de l'examiner.

### Épisode 12:L'Éclat du diamant
- États-Unis /  Canada : 12 janvier 2004
- France : 16 juin 2004 sur TF1
- Québec : 26 février 2007 sur Séries+

- États-Unis : 19,73 millions de téléspectateurs[34] (première diffusion)
- Canada : 2,278 millions de téléspectateurs[35]
- France : 6,8 millions de téléspectateurs[17] (rediffusion) (32,3%)

Les experts enquêtent sur deux affaires.
Dans la première, Richard Beckham, un diamantaire, est abattu par balle dans un parking. Le seul témoin de la scène est Eugène Walters, mais l'homme, quinquagénaire, souffre d'un retard mental et n'est pas forcément fiable dans son témoignage. Il a vu le visage du tueur, qu'il affirme s'appeler Colton. Les policiers ne parviennent pas à identifier ce Colton. Grâce à Eugène, Horatio tient une piste : un professeur de fitness qui était sur le parking juste avant le meurtre. La voiture de la victime a percuté la sienne peu avant les coups de feu. Toutefois Eugène ne reconnait pas le suspect comme étant le tireur. Plus tard, Eugène est battu et grièvement blessé par un inconnu. Il meurt de ses blessures à 'hôpital.
Dans la seconde affaire, Eric et Tim enquêtent sur la mort d'une adolescente, Jenny Kincaid, retrouvée avec une vertèbre fracturée dans un marécage. Le cadavre est confié à un ambulancier privé. Quelques heures après, on découvre que le corps n'a jamais été livré à la morgue et qu’il a disparu…

### Épisode 13:Mauvais sang
- États-Unis /  Canada : 2 février 2004
- France : 8 janvier 2008 sur TF1
- Québec : 5 mars 2007 sur Séries+

- États-Unis : 20,60 millions de téléspectateurs[36] (première diffusion)
- Canada : 2,007 millions de téléspectateurs[37]
- France : 8,16 millions de téléspectateurs[38] (première diffusion)

Les experts enquêtent sur deux affaires.
Dans la première, un homme a été torturé puis égorgé dans son magasin. Horatio et Erik découvrent que l’homme n'est pas celui qu'il prétendait être, et qu'il avait été pendant de nombreuses années, à Cuba, sous le vrai nom de Miguel Bernardo, surnommé « le Boucher », un bourreau au service du régime castriste. Ils pensent qu'il y a lien avec la présidente d'une association recueillant les migrants cubains, l'un d'eux ayant peut-être voulu se venger. La présidente de l'association est elle-même une ancienne victime du tortionnaire…
Dans la seconde affaire, un homme a été retrouvé mort non loin du distributeur automatique de billets d'une banque. Calleigh et Tim portent leurs soupçons en direction de Melanie Hines, repérée par la caméra de surveillance d'un distributeur de la banque. Au fur et à mesure de l'enquête, tout porte à croire qu'elle est la meurtrière…

### Épisode 14:À l’épreuve du feu
- États-Unis /  Canada : 9 février 2004
- France : 11 juillet 2004 sur TF1
- Québec : 12 mars 2007 sur Séries+

- États-Unis : 21,76 millions de téléspectateurs[39] (première diffusion)
- Canada : 2,237 millions de téléspectateurs[40]
- France : 9,1 millions de téléspectateurs[11] (rediffusion 2006)
- France : 7,6 millions de téléspectateurs[41] (rediffusion 2008)

- Keith Diamond (Ranger Rick Cuthbert)
- Greg Travis (en) (Wade Hinkle)
- Harold Sylvester (Joshua Keating)
- Boti Ann Bliss (Valera)
- Doug Hutchison (Dale Stahl)
- Michael Edward Rose (Arthur Arturo)
- Joe Flanigan (Mike Sheridan)
- Greg Travis (en) (Croupier)
- Melinda Page Hamilton (Julie Bryant)

Un feu ravage les Everglades. Deux cadavres vont être découverts : les deux décès sont-ils en lien ou sont-ils totalement distincts ?
Alexx et Eric se rendent sur place pour examiner le cadavre d'un chasseur. Un feu les encercle soudain ; ils s'en protègent grâce à une couverture ignifugée. L'équipe identifie l'homme qui était présent avec le chasseur lors de sa mort. Les deux hommes semblent être des braconniers…
Non loin de là, Horatio Caine et Frank Tripp trouvent le corps d'une jeune femme dont le corps est à moitié calciné par le feu. L'identification s'avère difficile à effectuer. Ils identifient la victime comme étant Julie Bryant et l'enquête s'oriente vers deux suspects : son petit-ami violent, et un pervers qui l'aurait ramenée d'un casino le soir du meurtre…

### Épisode 15:Paparazzi
- États-Unis /  Canada : 16 février 2004
- France : 20 juin 2004 sur TF1
- Québec : 19 mars 2007 sur Séries+

- États-Unis : 19,62 millions de téléspectateurs[42] (première diffusion)
- Canada : 2,28 millions de téléspectateurs[43]

- Steve Lambert (Jerry Dorfman)
- Christina Cox (Jenny Moylan)
- Barron Mike Pnewski (Sergent Dennis)
- Nicole DeHuff (Carrie Delgado)
- Silas Weir Mitchell (Frankie Durst)
- Dakota Mitchell (Agent de sécurité)
- Johann Urb (Tom Weston)
- Colin Cunningham (Ross Kaye)
- Adam Scott (Danny Cato)
- Robb Derringer (Gabe Rotter)
- Brian Poth (Tyler Jenson)

Jerry Dorfman, un paparazzi, a été assassiné dans sa voiture ; il a été étouffé. Les soupçons se portent sur les gardes du corps et l'entourage de la star de cinéma qu'il espionnait (Ted Tustin). Les choses évoluent quand on découvre, en examinant les photographies qu'il avait prises, qu'il avait été témoin d'un meurtre au domicile de Ted Tustin. Mais dans ces conditions, qui est le tueur du meurtre que Jerry avait surpris, et qui est la victime ?

### Épisode 16:Intrusion
- États-Unis /  Canada : 23 février 2004
- France : 31 aout 2005 sur TF1
- Québec : 26 mars 2007 sur Séries+

- États-Unis : 20,34 millions de téléspectateurs[44] (première diffusion)
- Canada : 2,184 millions de téléspectateurs[45]
- France : 7,3 millions de téléspectateurs[46] (Première diffusion)
- France : 9,238 millions de téléspectateurs[23] (rediffusion 2007)
- France : 7,330 millions de téléspectateurs[47] (rediffusion 2009)

- Lindsay Frost (Joanne Henderson)
- Brian Patrick Clarke (Ted Henderson)
- Douglas Smith (Jason Henderson)
- Chris Eckles (Policier en uniforme)
- James Black (Agent Brody de la DEA)
- Laurence Mason (Maurice Dushamp)
- Vincent Ventresca (Joe Zellar)
- Dianna Miranda (Hillary Lujan)
- Todd Stashwick (Steve Davis)
- Brooke Bloom (Cynthia Wells)

Ted Henderson est un chef d'entreprise tranquille et apprécié ; il a créé une entreprise qui fabrique des planches de surf. Un soir, son épouse, son fils et lui s'apprêtent à passer à table lorsqu'ils sont attaqués par un homme cagoulé. La police intervient. La femme est découverte ligotée dans la chambre à coucher, le fils Jason est enfermé dans une réfrigérateur, Ted Henderson a disparu. Une fouille de la maison permet de retrouver de la drogue appartenant au fils. Plus tard, Jason reconnaît avoir demandé à l'un de ses clients, salarié à l’entreprise de son père, de faire un cambriolage dans la maison, hors de toute présence de ses occupants… Mais on découvre aussi que Mme Henderson est enceinte, et que Ted Henderson n'est pas le père biologique de l'embryon… L'enquête s'oriente aussi vers un homme qui a acheté 7 mètres de corde ayant pu servir au ligotage… C'est alors que le principal suspect est retrouvé mort, avec un courrier manuscrit à ses côtés indiquant qu'il demande pardon pour ce qu'il a fait…

### Épisode 17:Les Convoyeurs
- États-Unis /  Canada : 1er mars 2004
- France : 25 juillet 2004 sur TF1
- Québec : 2 avril 2007 sur Séries+

- États-Unis : 19,90 millions de téléspectateurs[48] (première diffusion)
- Canada : 2,579 millions de téléspectateurs[49]
- France : 7,54 millions de téléspectateurs[50] (rediffusion)

- Azura Skye (Suzie Barnam)
- Kyndall Rose Crowell (Madison Keaton)
- Boise Holmes (Sam)
- John Thaddeus (Paul Donlan)
- Jeff Wolfe (John Klauser)
- Christian Svensson (Keeler)
- Ben Bray (Danny Pilar)
- Natalie Baldwin Leon (Journaliste)
- Joel West (Officier Ramirez)
- Brooke Bloom (Cynthia Wells)
- Michael B. Silver (Agent Peter Elliot du Secret Service)
- Currie Graham (Robert MacKenzie)
- Josie Davis (Mary Donlan)
- Ricardo Medina Jr. (Lance)

Horatio est dans les locaux d'une agence immobilière en train de s'occuper du futur logement de Suzie et de Madison (la maîtresse de son frère Raymond et la fille qu'ils ont eu ensemble), lorsqu'il entend des coups de feu tirés dans la rue. Un fourgon blindé d'une entreprise de convoyage de fonds est attaqué. L'un des convoyeurs est tué durant l’attaque. Horatio intervient et tue l'un des voleurs. Plus tard, les billets de banque font l'objet d'un examen de routine. Surprise : ce sont des faux billets ! Grâce à la puce GPS implantée dans chacun des sacs contenant la somme totale de 3,2 millions de dollars en billets, le second voleur est rapidement arrêté. Il déclare qu'il ignorait que les billets volés étaient des faux. Le directeur de la banque est auditionné et le parcours des billets est retracé : la substitution des billets a forcément dû avoir lieu durant la première partie du convoyage. Dans cette hypothèse, les agents de sécurité ont-ils détourné l'argent pour le remplacer par les faux billets ? Dans ce cas, qui a organisé l'échange des billets, et où se trouvent les vrais billets ?

### Épisode 18:Le Fan
- États-Unis /  Canada : 22 mars 2004
- France : 10 mai 2006 sur TF1
- Québec : 9 avril 2007 sur Séries+

- États-Unis : 20,33 millions de téléspectateurs[51] (première diffusion)
- France : 10,3 millions de téléspectateurs[11] (première diffusion)

- Stephanie Vogt (Soccer Mom)
- Chaim Jeraffi (Avi Golan)
- Billy Kay (Wally Shmagin)
- David Ramsey (Officier Everhart)
- Melody Perkins (Barbara Nance)
- Tom Hillman (Agent Dennis Sackheim du FBI)
- Cristián de la Fuente (Sam Belmontes)
- Nicole DeHuff (Carrie Delgado)
- Ivana Miličević (Jen Kemp)
- Salvator Xuereb (Mark Hobbes)
- Nicholas Guilak (Danny Fisch)
- Austin Tichenor (Earl Siddal)
- Johanna Watts (Rachel Bailey)
- Brian Poth (Tyler Jenson)
- Shelli Bergh (Paula Muro)

Les experts enquêtent sur deux affaires.
Dans la première, Horatio Caine et Tim Speedle font des recherches sur la mort d'Avi Golan, poignardé par un inconnu dans les espaces verts d'une résidence. Alors que Tim procède à l'examen de la scène de crime, un jeune homme surgit, s'empare d'un indice et prend la fuite à moto. Grâce aux photos et aux croquis de Tim, on constate qu’il a volé le gant en latex que portait le tueur. Le jeune voleur est interpellé le lendemain : il s'appelle Wally Shmagin et est un fan de la police scientifique. À son appartement, il a entreposé une collection d'« objets rares » que le gant en latex est venu enrichir. Le gant révèle vite du sang qui porte l'ADN d'un barman. L'homme conteste les analyses : la scène de crime a été compromise et le gant en latex ne peut pas être reçu comme preuve. Une audience préalable doit avoir lieu le lendemain devant le juge des enquêtes préliminaires pour déterminer si la pièce volée puis retrouvée sera ou non recevable. Le matin de l’audience, Wally est découvert mort chez lui, le crâne défoncé d'un coup de hache…
Dans la seconde affaire, Eric Delko et Calleigh Duquesne enquêtent sur la mort d'une jeune femme dont le corps a été enveloppé dans un sac poubelle. La victime était stripteaseuse. La mort serait en lien avec un billet de loterie remis à la jeune femme…

### Épisode 19:Mort à la une
- États-Unis /  Canada : 29 mars 2004
- France : 8 aout 2004 sur TF1
- Québec : 16 avril 2007 sur Séries+

- États-Unis : 19,62 millions de téléspectateurs[52] (première diffusion)
- Canada : 2,476 millions de téléspectateurs[53]
- France : 7,16 millions de téléspectateurs[50] (rediffusion)

- Peter Spears (Josh Dalton)
- Ross Gibby (Mike Griffith)
- Terence Mathews (Policier)
- Brian Poth (Tyler Jenson)
- Clay Wilcox (Bobby Jeter)
- Erich Anderson (Nathanial Putnam)
- Brooke Bloom (Cynthia Wells)
- Rene Millan (Luis Alvera)
- Emiliano Torres (Eddie)
- James Molina (Jorge)
- Elena Evangelo (Amy James)
- Mark Blum (Jim Reed)

Deux hommes se présentent devant un appartement. Soudain des coups de feu sont tirés depuis l’appartement et des balles traversent la porte, tuant net l'un des deux hommes, Mike Griffith. Les experts arrivent sur les lieux. Le second homme, Josh Dalton, est auditionné. Il est journaliste pour le Miami Sun et explique que Mike était un informateur pour une enquête qu'il est en train de réaliser sur la vente d'oxycodone à Miami dans le « Triangle d'or » de la ville. Les experts se demandent si Josh, sorti indemne des tirs, est impliqué dans la mort de son informateur. Les choses se compliquent quand une autre journaliste du journal, Amy James, est enlevée et assassinée par balles. Elle-aussi enquêtait sur la vente de drogue à Miami. Le meurtrier de Mike est retrouvé, en train de fabriquer une bombe…

### Épisode 20:Experts contre experts
- États-Unis /  Canada : 19 avril 2004
- France : 10 mai 2006 sur TF1
- Québec : 23 avril 2007 sur Séries+

- États-Unis : 13,24 millions de téléspectateurs[54] (première diffusion)
- Canada : 2,077 millions de téléspectateurs[55]
- France : 8,577 millions de téléspectateurs[56] (première diffusion)

- Whitney Anderson (Mallory Jacobs)
- Robert Farrior (Dan Cofield)
- Peter Dobson (Fred Rutter)
- David Lee Smith (Lieutenant Rick Stetler des Affaires Internes)
- Onahoua Rodriguez (Ana Morales)
- Boti Ann Bliss (Valera)
- Stefanie von Pfetten (Laurie Cofield)
- Daniel McDonald (Gary Nielson)
- Molly Stanton (en) (Tiffany Brand)
- Wilmer Calderon (en) (Jimmy Azario)
- Joel West (Officier Aaron Jessop)
- Cindyana Santangelo (Maria Marimon)
- Benjamin Watkins

Un policier, Dan Cofield, s'effondre, atteint par une balle. L'enregistrement de la caméra de surveillance de sa voiture de service montre qu'il a interpellé un homme auparavant mais, chose étrange, le policier n'a pas mentionné cette interpellation sur le registre informatique. L'homme interpellé est retrouvé et donne une explication à Horatio pour expliquer l'arrestation, ce qui ne convainc pas Horatio. Calleigh Duquesne découvre que cet homme maltraite une jeune femme, Maria, émigrée cubaine sans papiers. Plus tard, l'homme sera retrouvé blessé : il accuse Maria de l'avoir poignardé. Calleigh recherche la jeune femme. Pendant ce temps, Horatio découvre que Dan Cofield était en contact régulier avec une prostituée et qu’il enquêtait sur une affaire de piraterie routière (carjacking)…

### Épisode 21:Trafic aérien
- États-Unis /  Canada : 3 mai 2004
- France : 22 aout 2004 sur TF1
- Québec : 30 avril 2007 sur Séries+

- États-Unis : 17,62 millions de téléspectateurs[57] (première diffusion)
- Canada : 1,881 million de téléspectateurs[58]
- France : 7,31 millions de téléspectateurs[41] (rediffusion)

- Tom Schanley (Adam Decker)
- Gareth Williams (Ronald Leary)
- Enya Flack (Cindy Gallagher)
- Michael Boatman (Wes Gallagher)
- Annabeth Gish (Wendy Decker)
- Boyd Kestner (en) (Jeff Latham)
- Susan Misner (Heddy Latham)
- Anson Mount (Tony Macken)
- Brooke Bloom (Cynthia Wells)
- Matt Barr (Aaron Ritchie)

Les experts enquêtent sur deux affaires.
Dans la première, un avion piloté par Adam Decker s'écrase sur la plage de Miami. L'équipe d'Horatio détermine que ce n'est pas un accident : l'avion a été saboté, et par ailleurs le pilote a été empoisonné au monoxyde de carbone. Les investigations se poursuivent dans un quartier où se trouve le domicile du défunt et un terrain d'atterrissage pour avions. Les soupçons s'orientent en direction de l'associé, West Gallager, avec qui Decker avait fondé une entreprise travaillant dans le secteur aéronautique. Gallager avoue qu'il a saboté l'avion pour empêcher son associé d'aller en Amérique du sud pour rapporter de la drogue, mais conteste l'avoir empoisonné. Mais d'autres suspects apparaissent : un voisin qui ne supportait pas le bruit de l’avion de Decker, un voisin qui place secrètement des caméras de surveillance dans les chambres à coucher de diverses maisons, un voisin qui est l'amant de la femme de Decker.
Dans la seconde affaire, Eric Delko et Alexx enquêtent sur un voiturier qui est tombé à la renverse, peut-être victime d'une syncope ou d'une tentative de meurtre, et dont le téléphone portable explose au moment où la médecin légiste examine son corps. Les deux membres de l'équipe essaient de comprendre pourquoi le téléphone a explosé, qui y avait inséré la substance explosive et dans quel but.

### Épisode 22:Protection rapprochée
- États-Unis /  Canada : 10 mai 2004
- France : 5 septembre 2004 sur TF1
- Québec : 7 mai 2007 sur Séries+

- États-Unis : 20,94 millions de téléspectateurs[59] (première diffusion)
- Canada : 2,139 millions de téléspectateurs[60]
- France : 8,105 millions de téléspectateurs[26] (rediffusion)

- Rusty Joiner (Jeune homme blond)
- Xzibit (10-Large)
- Jarvis George (Billy Rodman)
- Rex Linn (Frank Tripp)
- Terry Crews (Craig Yarnell)
- Nick Gilhool (Don the Crew Guy)
- Kate Lang Johnson (Jeune femme attirante)
- Colleen Porch (Veronica Grant)
- Mick Betancourt (en) (Jack Lamberton)
- Karim Prince (Ray Moran)
- Katheryn Winnick (Nicole Harjo)
- Ned Bellamy (Rick Bingham)
- Randall Batinkoff (Ken Dawson)
- Leslie Odom Jr. (Joseph Kayle)
- John Bradley (Dan Dakota)
- Brian Poth (Tyler Jenson)
- Ken Meseroll (Mr. Newly)

Les experts enquêtent sur deux affaires.
Dans la première, pendant un spectacle un rappeur est blessé et son garde du corps, Billy Rodman, est tué par balles. Horatio tente de découvrir les ennemis du rappeur, mais sans résultat. Mais était-ce vraiment le rappeur qui était visé, ou alors son garde du corps ?
Dans la seconde affaire, la médecin légiste Alexx Woods découvre qu'une femme enfermée dans l'un des coffres de la morgue est vivante, alors que l'ambulancier qui l'avait examinée à la suite d'un accident de voiture contre une borne d'incendie l'avait déclarée morte, la basse température du corps rendant le pouls imperceptible, l'induisant en erreur. Deux membres de l'équipe sont envoyés sur les lieux de l'accident pour déterminer les causes de cette mort apparente. La borne d'incendie a inondé la victime, l'amenant en hypothermie et diminuant les signes vitaux habituels. En explorant les lieux, ils découvrent qu'une passagère a été éjectée du véhicule et se trouve dans un arbre feuillu à quelques pas, morte empalée. Leur hypothèse de travail est que la passagère et la conductrice se sont battues, d'autant plus qu'elles étaient lesbiennes et vivaient ensemble.

### Épisode 23:Poursuite à Manhattan
- États-Unis /  Canada : 17 mai 2004
- France : 12 novembre 2005 sur TF1
- Québec : 14 mai 2007 sur Séries+

- États-Unis : 23,08 millions de téléspectateurs[61] (première diffusion)
- Canada : 2,51 millions de téléspectateurs[62]
- France : 4,3 millions de téléspectateurs[63] (Première diffusion en seconde partie de soirée)
- France : 7,064 millions de téléspectateurs[64] (Rediffusion)

- Gary Sinise (Mac Taylor)
- Melina Kanakaredes (Stella Bonasera)
- Vanessa Ferlito (Aiden Burn)
- Carmine Giovinazzo (Danny Messer)
- Hill Harper (Dr Sheldon Hawkes)
- Nicole Paggi (Laura Spelman)
- Katerina Mikailenko (Amy)
- Madison Arnold (Aumônier)
- James Hiroyuki Liao (Assistant du légiste)
- John Mariano (Davey Penrod)
- Joseph Lyle Taylor (Portier)
- Richard Shoberg (Michael Hanover, Sr.)
- Heidi Marnhout (Renee Rydell)
- Christopher Fields (Chris Trowbridge)
- Marta Martin (Milagra)
- Nick Damici (Detective #1)
- Shelly Carey (Journaliste #1)
- Joe Wandell (Infirmier)
- Arthur Chl'en (Journaliste #2)

Lorsqu'elle arrive chez elle au petit matin après avoir passé la nuit en boîte, Laura Spelman découvre ses deux parents tués au couteau. Ils ont été égorgés et quasiment décapités. L'équipe de police scientifique constate que le tueur a craché par terre. La substance contient un médicament qui a servi à lutter contre les expectorations à la suite des attentats du 11 septembre 2001. Un bout de papier représentant une publicité pour un loueur de véhicule laisse penser que le tueur a utilisé les services de cette entreprise. L'enquête permet de remonter à un homme, Nick, qui habite New York. Horatio décide de continuer l’enquête à New York. Il y rencontre Mac Taylor, le chef du laboratoire de police scientifique de New York. Aidés de 
Stella Bonasera, d'Aiden Burn, de Danny Messer et du Dr Sheldon Hawkes, les deux lieutenants vont tenter de trouver le tueur. Une mauvaise nouvelle : le principal suspect, Nick, est retrouvé mort. Sa mort remonte à plusieurs jours. Il semblerait donc que le tueur avait d'abord assassiné Nick à New York, avant de se rendre à Miami tout en prenant l'identité de sa victime. Un nouveau meurtre vient d'avoir lieu : Michael Hanover et son épouse ont été égorgés ; le fils a été grièvement blessé… 

### Épisode 24:Belle de nuit
- États-Unis /  Canada : 24 mai 2004
- France : 22 février 2006 sur TF1
- Québec : 21 mai 2007 sur Séries+[65]

- États-Unis : 21,30 millions de téléspectateurs[66] (première diffusion)
- Canada : 2,401 millions de téléspectateurs[67]
- France : 7,375 millions de téléspectateurs[68] (première diffusion)

- Mike Erwin (Kyle Preston)
- Shannon Lucio (Gina LaSalle)
- Deanna Wright (Ashley Anders / Caitlin Sosenko)
- Andre Kristoff (policier Vinson)
- David Lee Smith (Rick Stetler)
- Boti Ann Bliss (Valera)
- Robert Curtis Brown (Marc Snowden)
- Vyto Ruginis (David Jeffers)
- Brian Poth (Tyler Jenson)
- Leslie Odom Jr. (Joseph Kayle)
- Kevin Fry (Carl Mercer)
- Malcolm Danare (Ned Ostroff)
- Jennifer Sky (« Cookie Devine » / Sarah Piper)
- Lenny Hirsh (figurant #1)
- Greg Bond (figurant #2)
- Brooke Bloom (Cynthia Wells)

Tôt le matin, dans un parc de Miami, deux jeunes gens découvrent le corps d'une actrice pornographique morte. Elle s'appelle Ashley Anders et a été étranglée. On découvre de la peau sous les ongles de la victime. L'analyse ADN permet d'apprendre que c'est celle du directeur de la société qui l'employait. Entendu, l’homme affirme que la victime l'a griffé à la suite d'une altercation lors d'une fête trop arrosée. Un ruban d'un répondeur téléphonique est découvert dans le bureau du directeur ; ce ruban est emmené pour analyse ultérieure. Les films pornographiques dans lesquels a joué Ashley Anders, ainsi que ses lettres d'admirateurs, sont examinés. Une série de lettres reçue d'un admirateur incite l'équipe à l'interroger. Bien que son ADN corresponde à celui du sperme retrouvé sur le lit de la victime, l'homme conteste avoir tué Ashley. Un témoin affirme avoir vu un homme avec la victime à l'heure probable du meurtre. Le chandail de l'homme avait un fer à cheval, que l'équipe considère être plutôt être la lettre grecque oméga ( Ω ), qui d'ailleurs est la raison sociale de la société pour laquelle travaille l'homme du couple qui a découvert Ashley. Le chien d'Ashley a mordu quelqu'un et un morceau de chair humaine est resté coincé entre ses dents…
Une « affaire dans l’affaire » doit être résolue en urgence. En effet, alors qu'Eric Delko examine la bande audio dans laquelle le directeur de la société de films pornographiques évoquait certains sujets en lien avec Ashley Anders, des vapeurs d'acide chlorhydrique se dégagent dans le laboratoire. Il s'agit apparemment d'un acte malveillant destiné à détruire la bande audio. Reste à découvrir qui a fait le coup et comment, d'autant plus que l'Inspection des services intervient et harcèle Horatio…
- Encore une fois, l'équipe d'Horatio est sous les fourches caudines de l'inspection des services et spécialement de Rick Stetler.
- Durant l'enquête, Tim Speedle fait la connaissance d'une jeune actrice pornographique amie d'Ashley, Sarah Piper, qui lui montre qu'elle est « intéressée » par lui et qu'elle aimerait le revoir.